# Añisok
Añisok o Añisoc (Valladolid de los Bimbiles en l'època colonial) és un municipi de Guinea Equatorial, de la província de Wele-Nzas a la Regió Continental. El 2005 tenia 40.395 habitants. Va ser l'última ciutat fundada pels espanyols sobre un llogaret del mateix nom, en la dècada de 1940, abans de la independència de Guinea Equatorial l'any 1968.